# Via Campana (antica Roma)

La Via Campana era una strada etrusca e poi romana, che da Roma andava in direzione sud ovest verso la costa del mar Tirreno.

## Storia
Risalente almeno al VII secolo a.C., e utilizzata probabilmente dagli abitanti di Veio per collegare la propria città al mare, era ancora ricordata nell'Itinerarium Antonini. Insieme all'altrettanto antica via Salaria costituiva un sistema di collegamento stradale strategico e unitario, utilizzato ancora prima della fondazione di Roma, per trasportare il sale dal Tirreno all'Adriatico.
Partiva dal guado del Tevere nei pressi dell'isola Tiberina, seguiva l'argine destro del fiume e raggiungeva il Campus salinarum romanarum o salinensis (da cui derivava il nome), un vasto stagno costiero adattato a salina dagli etruschi e situato oggi nei pressi di Fiumicino, nel luogo all'incirca occupato dall'Aeroporto Internazionale Leonardo da Vinci.
In epoca successiva condivideva la funzione di collegamento con il mare insieme alla parallela via Ostiense, come testimonia l'esistenza in età imperiale  di un curator viarum addetto alla manutenzione di entrambe le strade. A partire dal I secolo d.C., con la costruzione dei porti di Claudio e di Traiano e il progressivo sviluppo dell'abitato di Porto, la via Campana perse progressivamente importanza a vantaggio della via Portuense.

## Itinerario
La strada partiva dal Foro Boario oltrepassando le Mura serviane e il Tevere sul pons Sublicius, poi sostituito dal ponte Emilio (attuale ponte Rotto), insieme alla via Aurelia, e attraversava la zona paludosa di Trastevere per superare le Mura aureliane a Porta Portuensis. Nella città odierna il tracciato della strada romana è ricalcato da via della Magliana, che si riallaccia a via Portuense nei pressi di Ponte Galeria.